# Sörnoret
Sörnoret är en by i Åsele distrikt (Åsele socken) i Åsele kommun i Västerbottens län (Lappland).
Ångermanälven rann tidigare genom byn, fram till att utbyggnad av vattenkraften gjordes på 1980-talet. Här ligger också Bergvattenberget, en förkastningsbrant som stupar rakt ned i sjön nedanför.